# إد ميتشيل
إد ميتشيل (بالإنجليزية: Edward Mitchell)‏ هو مجدف أمريكي، ولد في 23 يوليو 1901 في فيلادلفيا في الولايات المتحدة، وتوفي بنفس المكان في 25 يونيو 1970.

## وصلات خارجية
- إد ميتشيل على موقع الاتحاد الدولي للتجديف (الإنجليزية)
- إد ميتشيل على موقع اللجنة الأولمبية الدولية (الإنجليزية)
- إد ميتشيل على موقع أوليمبيديا (الإنجليزية)